# Jarosław Wojtowicz
Jarosław Wojtowicz (ur. 6 czerwca 1968 w Otwocku) – inżynier środowiska, menedżer i urzędnik państwowy, w 2011 podsekretarz stanu w Ministerstwie Rolnictwa i Rozwoju Wsi, w latach 2011–2015 wiceprezes Agencji Restrukturyzacji i Modernizacji Rolnictwa.

## Życiorys
Pochodzi z Otwocka. Absolwent Wydziału Melioracji i Inżynierii Środowiska Szkoły Głównej Gospodarstwa Wiejskiego. Ukończył również studia podyplomowe z zakresu wyceny i zarządzania nieruchomościami, a także audytu, kontroli finansowej i rachunkowości w Warszawskiej Wyższej Szkole Zarządzania, Szkole Głównej Handlowej oraz na Politechnice Warszawskiej. Absolwent Krajowej Szkoły Administracji Publicznej. Od 1991 do 1993 był asystentem naukowo-badawczym w Zakładzie Sanitacji Wsi Instytutu Melioracji i Użytków Zielonych w Falentach.
W latach 1995–1996 pracował w Ministerstwie Przekształceń Własnościowych jako główny specjalista, zaś w latach 1996–2007 w Ministerstwie Skarbu Państwa, przechodząc od stanowiska naczelnika wydziału do Dyrektora Departamentu Budżetu i Finansów. W okresie 2007–2008 kierował Biurem Audytu Wewnętrznego w Powszechnym Zakładzie Ubezpieczeń S.A. Od 2008 do 2011 roku zatrudniony w Agencji Restrukturyzacji i Modernizacji Rolnictwa na stanowisku dyrektora Departamentu Zarządzania Należnościami początkowo w mazowieckim Oddziale Regionalnym, a później w Centrali, gdzie kierował Departamentem Wsparcia Krajowego oraz Departamentu Zarządzania Należnościami. Zasiadał w radach nadzorczych państwowych spółek, m.in. PGNiG, PAP i Nafty Polskiej.
10 lutego 2011 powołany na stanowisko podsekretarza stanu w Ministerstwie Rolnictwa i Rozwoju Wsi, odpowiedzialnego m.in. za sprawy związane z prezydencją Polski w Radzie Unii Europejskiej i reformą Wspólnej Polityki Rolnej. Odwołany ze stanowiska 30 listopada 2011. Po wygraniu konkursu z dniem 1 grudnia 2011 został zastępcą prezesa Agencji Restrukturyzacji i Modernizacji Rolnictwa, pełniąc tę funkcję do grudnia 2015.